# Kathy Rudy
M. Kathy Rudy is een Amerikaans schrijver en wetenschapper. Ze is hoogleraar vrouwenstudies en ethiek aan de Duke University in Durham in de staat North Carolina. Haar werk is vaak interdisciplinair, waarbij ze put uit filosofie, theologie, politiek, feminisme, en medische ethiek. Rudy is openlijk homoseksueel en een radicale sociaal constructionist.